# Ringinkidul
Ringinkidul is een bestuurslaag in het regentschap Grobogan van de provincie Midden-Java, Indonesië. Ringinkidul telt 1709 inwoners (volkstelling 2010).